# Damaturu
Damaturu is een stad in Nigeria en is de hoofdplaats van de staat Yobe. Damaturu telt ongeveer 270.000 inwoners.
Op 25 december 2011 pleegde terreurorganisatie Boko Haram in Nigeria een serie aanslagen. Ook in Damaturu werd een aanslag gepleegd. Het was een van de vele aanslagen in het shariaconflict in Nigeria.